# Saud Abdulhamid
Saud Abdullah Salem Abdulhamid (en arabe : سعود عبد الله سالم عبد الحميد), né le 18 juillet 1999 à Djeddah en Arabie saoudite, est un footballeur international saoudien. Il évolue au poste d'arrière droit au RC Lens, en prêt de l'AS Rome.

## Biographie

### En club
Né à Djeddah en Arabie saoudite, Saud Abdulhamid est formé par le club d'Al-Ittihad, où il fait ses débuts en professionnel. Il joue son premier match lors d'une rencontre de championnat face à Al Qadsiah FC le 10 janvier 2019. Il est titularisé et son équipe s'impose par un but à zéro.
Le 5 février 2020, Abdulhamid inscrit son premier but en professionnel, lors d'une rencontre de championnat contre Al-Taawoun FC. Titulaire, il ouvre le score et son équipe s'impose par deux buts à un.
En janvier 2022, Saud Abdulhamid s'engage en faveur d'Al-Hilal. Le transfert est annoncé dès le 8 décembre 2021 et il signe un contrat courant jusqu'en juin 2025.

### AS Roma (2024-)
En août 2024, Albdulhamid signe à l'AS Roma en provenance d'Al-Hilal. Il devient le premier joueur saoudien de l’histoire de la Série A.

### RC Lens (2025-2026)
Le 3 août 2025, Saud Abdelhamid est prêté avec option d’achat une saison au RC Lens,. Il devient également le premier joueur saoudien de l’histoire de la Ligue 1.
Le 16 août, il dispute son premier match officiel sous les tuniques artésiennes lors de la première journée de Ligue 1 face à l'Olympique lyonnais en remplaçant Ruben Aguilar à la 86e minute.  

### En sélection
Saud Abdulhamid représente l'équipe d'Arabie saoudite des moins de 19 ans. Avec cette sélection il participe au championnat d'Asie des moins de 19 ans en 2018. Lors de cette compétition organisée en Indonésie, il joue cinq matchs dont deux comme titulaire. Il marque également un but, lors de la victoire de son équipe contre l'Australie en quarts de finale. L'Arabie saoudite remporte le tournoi en battant la Corée du Sud en finale (1-2).
Il dispute ensuite avec les moins de 20 ans la Coupe du monde des moins de 20 ans en 2019. Lors du mondial junior qui se déroule en Pologne, il joue trois matchs. Avec un bilan de trois défaites en trois matchs, l'Arabie saoudite est éliminée dès le premier tour.
Saud Abdulhamid honore sa première sélection avec l'équipe nationale d'Arabie saoudite le 5 septembre 2019 contre le Mali. Il entre en jeu à la place d'Hamdan Al-Shamrani (en) et les deux équipes se neutralisent (1-1 score final).
Le 11 novembre 2022, il est sélectionné par Hervé Renard pour participer à la Coupe du monde 2022.

## Palmarès
Arabie saoudite -19 ans
- Championnat d'Asie -19 ans (1) :
  - Vainqueur : 2018.